# Okres Uster
Okres Uster (německy Bezirk Uster) je jedním z 12 okresů v kantonu Curych ve Švýcarsku. Administrativním centrem okresu je Uster.

## Poloha
Okres se rozkládá na východě kantonu Curych, východně až jihovýchodně od města Curych.

## Seznam obcí
| Znak                | Název obce          | Počet obyvatel (31. 12. 2023) | Rozloha (km²) | Hustota zalidnění (obyv./km²) |
| ------------------- | ------------------- | ----------------------------- | ------------- | ----------------------------- |
| Dübendorf           | Dübendorf           | 31 506                        | 13,62         | 2313                          |
| Egg                 | Egg                 | 8816                          | 14,53         | 607                           |
| Fällanden           | Fällanden           | 9583                          | 5,38          | 1502                          |
| Greifensee          | Greifensee          | 5394                          | 2,31          | 2335                          |
| Maur                | Maur                | 10 919                        | 14,77         | 739                           |
| Mönchaltorf         | Mönchaltorf         | 4237                          | 7,59          | 558                           |
| Schwerzenbach       | Schwerzenbach       | 5172                          | 2,65          | 1952                          |
| Uster               | Uster               | 36 352                        | 28,49         | 1276                          |
| Volketswil          | Volketswil          | 19 723                        | 14,04         | 1405                          |
| Wangen-Brüttisellen | Wangen-Brüttisellen | 8212                          | 7,92          | 1037                          |
| Celkem (10)         | Celkem (10)         | 139 914                       | 112,30        | 1246                          |